# Melanerpes rubricapillus
Melanerpes rubricapillus là một loài chim trong họ Picidae.
Gõ kiến mào đỏ là một loài chim sinh sản thường trú từ phía tây nam Costa Rica phía nam tới Colombia, Venezuela, Guianas và Tobago.